# Ronkonkoma
Ronkonkoma és una concentració de població designada pel cens dels Estats Units a l'estat de Nova York. Segons el cens del 2000 tenia 20.029 habitants.

## Demografia
Segons el cens del 2000, Ronkonkoma tenia 20.029 habitants, 6.550 habitatges, i 5.200 famílies. La densitat de població era de 946,5 habitants per km².
Dels 6.550 habitatges en un 38,7% hi vivien nens de menys de 18 anys, en un 65,5% hi vivien parelles casades, en un 9,9% dones solteres, i en un 20,6% no eren unitats familiars. En el 16,4% dels habitatges hi vivien persones soles el 4,5% de les quals corresponia a persones de 65 anys o més que vivien soles. El nombre mitjà de persones vivint en cada habitatge era de 3,06 i el nombre mitjà de persones que vivien en cada família era de 3,43.
Per edats la població es repartia de la següent manera: un 25,8% tenia menys de 18 anys, un 7,7% entre 18 i 24, un 34,3% entre 25 i 44, un 24,7% de 45 a 60 i un 7,5% 65 anys o més.
L'edat mediana era de 35 anys. Per cada 100 dones de 18 o més anys hi havia 93,1 homes.
La renda mediana per habitatge era de 67.339 $ i la renda mediana per família de 73.003 $. Els homes tenien una renda mediana de 50.594 $ mentre que les dones 35.013 $. La renda per capita de la població era de 25.152 $. Entorn del 2,8% de les famílies i el 3,7% de la població estaven per davall del llindar de pobresa.